# 槍管
- 關於法律上對擁有槍械的管制，請見「枪支管制」。

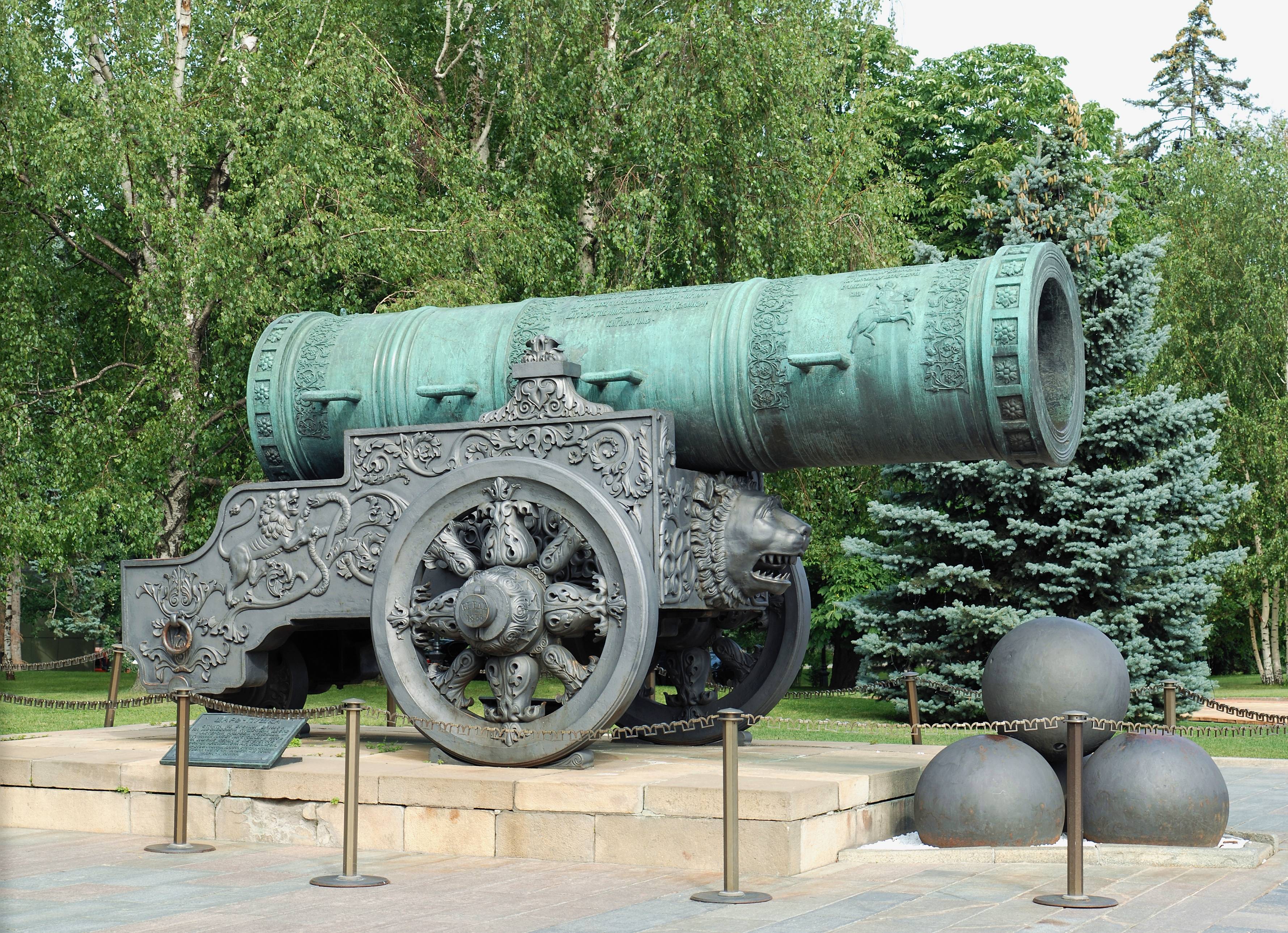
铸造于16世纪的沙皇炮，注意节状的青铜炮管

枪管（英語：gun barrel）或炮管，也称身管，是枪械和火炮上用来发射抛射物（弹头或炮弹）的狭长空心圆柱形发射管，是主要组成部件之一。枪械的枪管通常由耐热不易变形的高强度金属管打造而成，后方与机匣相连，其性质往往决定了枪械的精度，是影响射击效果最重要的因素。
火器最早在中国宋朝发明的时候，突火枪是采用竹筒作为发射管。等到元朝初期，中国人最早发明了由铸铁打造枪管的手铳，是世界上现已确认的最早的单兵轻兵器。欧洲的早期枪管则是熟铁打造，口径较大的炮管则是用将多个熟铁环焊接在一起成为一个空心圆柱，然后再在外表多焊上几段熟铁圈用以加固，这使得炮管从外表看起来呈节状，就像多个木桶叠起来一样，因此英文中的“barrel”一词就被流传下来。之后的几个世纪，欧洲各地的枪匠通常使用容易铸造并且比较抗腐蚀的青铜和黄铜来制造枪管，但因为当时工艺技术的限制，在铸造过程中经常有少量空气被残留在金属材料内，因而弱化枪管整体强度使得在发射过程中炸裂的风险很高，因此这些早期火器的管壁厚度常常要比口径大许多。

## 构造

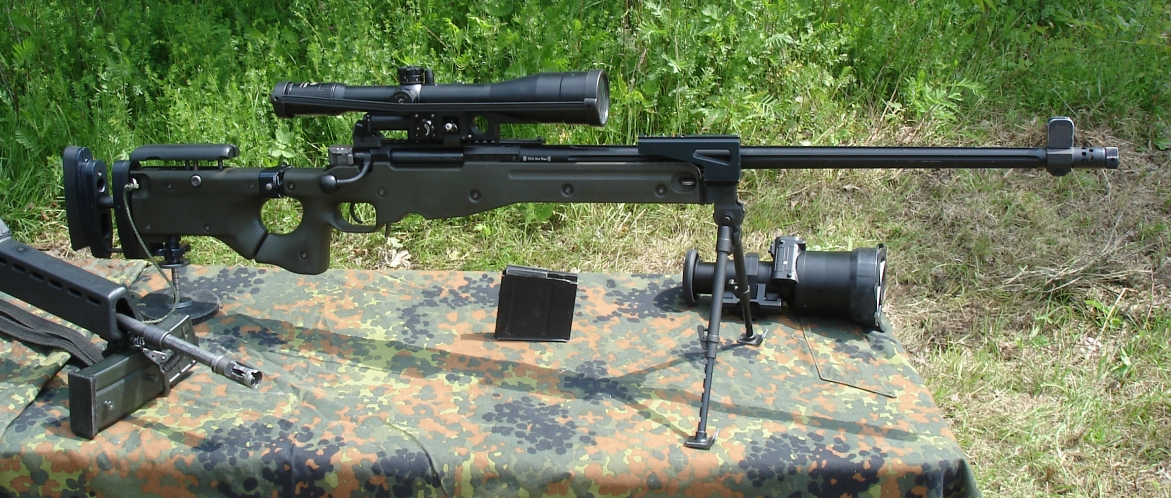
德国陆军装备的精密国际G22狙击步枪，枪管外壁刻有槽纹

枪膛类型
滑膛枪管
传统式膛线枪管，A＝阳线口径，B＝阴线口径
多边形膛线枪管

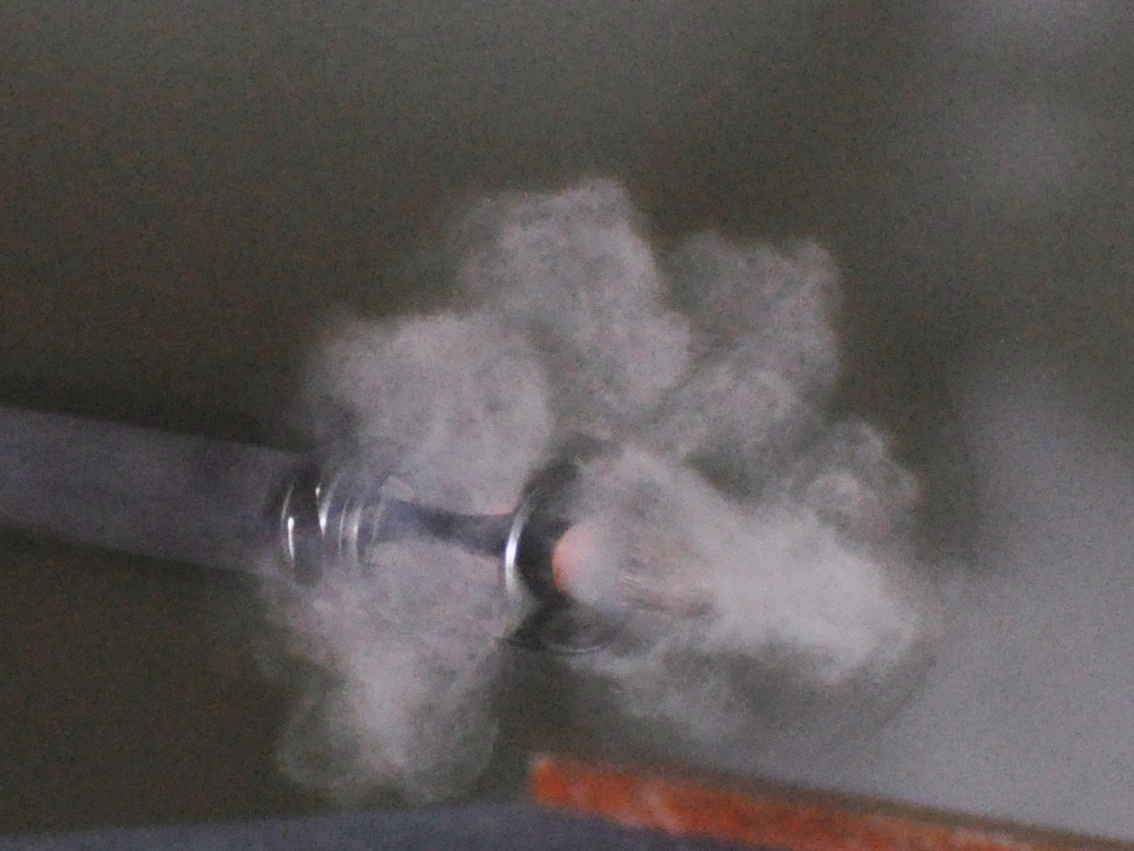
子弹在飞离装有消焰器的枪口瞬间时的气体释放

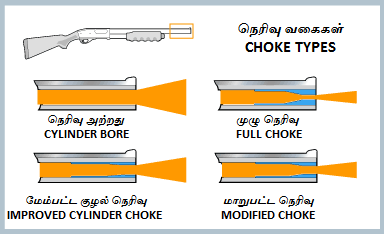
霰弹枪收束器的各种类型

当今轻型枪械的枪管通常是高强度碳钢或合金钢所制，可以模糊的划分为外管（exterior）和内管（interior）。
外管是指枪管能从外面直接观察到的表面部分，通常完全不影响枪管的射击功能，但有些枪管设计会采用在外壁刻划旋转对称纹路的凹槽（fluting）来增加比强度和表面积以改善整体的重量和散热性。许多现代枪管的外表还可能附有陶瓷涂层（Cerakote）或碳纤维包裹来防止意外刮划和生锈对枪管造成损害。
内管是指管腔周围的内壁部分，从前向后通常由枪口（muzzle）、枪膛（bore）和膛室（chamber）三个主要部分组成。唯一例外的是转轮枪械，内管只有枪口和枪膛两部分，膛室作为弹巢的一部分独立于枪管之外，只在准备射击时才被旋转到位与枪膛对齐。
枪内管最后方的膛室是子弹在被击发前弹体所在之处，细分为室体（body）、室肩（shoulder）和室颈（neck）三部分，与枪管所配弹药的弹体外壳的形状大致相符。子弹被插进膛室后，弹头凸出进入前方的枪膛后端，并不在膛室内。膛室后方的内管开口就是所谓的“后膛”（breech），在射击时被枪栓的栓头部分锁固封闭，然后枪机中的撞针被释放并撞击子弹后部的底火并引燃弹壳内的推进药。因为后方被堵死，底火受击引发的爆炸性膨胀气体就向着阻力最低、最能释放压力的前方（枪口方向）推动弹头，而弹壳因为受到膛室的抑止，不能跟着弹头一起向前运动，使得弹头与弹壳发生分离，弹头顺着枪膛前进，弹壳留在膛室内。在发射后，枪机对膛室的封闭解除，被剩下的弹壳就可以退出膛室被排出枪外。
膛室前方的枪膛占据了内管长度的主体，是整个发射过程中弹头所在之处，也是弹头被赋予动能和飞行方向的地方。除了滑膛枪外，枪膛除了后端与膛室相接的坡膛（freebore，没有接触弹头的部分也称导向部 leade）基本上内壁全长都锻有螺旋状凹凸的膛线（rifling），其中后方膛线开始形成的部分叫做膛喉（throat），是子弹在加速过程中“撞”入膛线的地方，是整个枪膛局部受压最强的部位，也是最容易被磨损的部位。不同枪械枪管的膛线种类很多，螺旋的方向和程度也不同，所赋予弹头纵轴旋转的角动量也不一样。如果膛线一直延续到枪管末端，会因为枪口内壁和弹头间存在的空隙产生了漏气，造成紊流扰乱弹头的飞行方向，同时过猛的压力变化也会损坏膛线，所以膛线通常会在到达枪口前短暂消失被内壁平滑的枪冠取代。因为枪膛的内部情况直接决定了弹头离开枪管开始自由飞行时的初始状态，因而弹头在枪膛内的运动情况被称为内弹道（internal ballistics）。
枪管前方末端的枪口是弹头最终出膛飞离之处，是枪管最后接触弹头的部位，也是弹头后方的高压气体（通常仍有数百大气压）得到瞬间减压释放的地方。当弹头到达并飞离枪口时，弹头与枪管壁分离的瞬间打破了之前保持的气密性，使得膛内的气体突然得到了向不同方向散开膨胀的自由。这个被剧烈释放的气体的扩散速度通常高于音速，因此会产生强烈的音爆和激波（也就是枪声），同时尚未完全燃尽的推进药可以和空气中的氧气发生快速燃烧产生火光（也就是枪口焰）。而扩散气体在离膛后短时间内仍可以将力作用弹头上，如果这个过程中气体扩散的分布不均匀，就会干扰弹头的飞行状态——子弹飞离枪口后短暂时间内的这个运动情况被也称为过渡弹道（transitional ballistics）。因此枪口末端通常被做成均匀对称、稍比枪口向后凹陷大约11度（通常是为了防止碰撞周围物品造成划损导致枪口不对称）的光滑弧面，称为枪冠（crown），用来均匀疏导出膛气体的猛烈扩散。大多数现代枪械都在枪口部位的枪管外侧刻有螺纹，可以额外旋装附件来进一步帮助调节枪口的气体扩散，比如使用制退器来减少枪口气体反冲产生的后坐力，使用消焰器来压制枪口闪焰，和使用消音器来减少噪音声能和冲击波。霰弹枪的枪口内管有时会安装喉缩（choke）来收束控制霰弹出膛后的分布型态。

## 功能
在枪械发射过程中，子弹首先被枪机推进至膛室内（也就是俗称的“上膛”），当射手勾动扳机时，枪机中的撞针被释放并撞击弹体后方的底火，从而引燃弹壳内的推进药。推进药的剧烈氧化随即产生了快速膨胀的高温高压气体，推动弹头与弹壳分离并向前顺着枪膛从枪口射出，成为高速飞行的抛射物。弹头被射出后，留在枪膛内的弹壳随即被枪机拉出（俗称的“退膛”），以便为下一发子弹上膛空出位置。通常枪管越长（只要管内还有足够火药在燃烧），弹头在枪膛内受膨胀气体加速的时间就越长，出膛时的枪口初速就越高，有效射程、终端动能和击中目标时的破坏力就越大。同时因为更长的枪管中推进药有更多时间来充分燃烧，枪口音爆和喷焰也更小，射手感到的后座力也要相对低些。
如果枪膛内有膛线，弹头就会产生纵轴自转，通过陀螺仪效应保持角动量守恒增加弹道稳定性。为了达到最佳射击性能，枪管应具有足够的膛线缠度来稳定需要发射的子弹，但是缠度太大也会白白浪费子弹前进的动能，同时加剧对膛线的磨损。通常大口径子弹更加稳定，因为半径更大会提供更多的转动惯量；更长的子弹更难稳定，因为通常重心更靠后而且外力干扰时产生的力矩也更大。因为步枪弹通常比手枪弹更长、口径更小，因此整体来说步枪拥有比手枪更高的缠度。比如，发射5.56×45毫米SS109北约弹和L110曳光弹的M16A2步枪则拥有1:7英寸的缠度，民用的AR-15步枪则通常有1:12英寸～1:9英寸之间的缠度；而发射.45 ACP的M1911手枪则拥有1:16英寸的缠度。发射球状弹丸的前装枪因为长度直径比最小（等于1），缠度也最小，通常只有1:72英寸～1:48英寸。
如果击发时子弹无法顺利滑出枪管，能量得不到有效释放而导致膛压累积过高超过了枪管材料的承受极限，造成枪管以及机匣部件爆裂（所謂的“炸膛”），不仅会严重损毁枪械，还会对射手和周边人员产生足以致命的危险。炸膛的原因很多，例如枪支设计先天不良、做工粗制滥造、枪管中有阻挡子弹射出的障碍物（砂石、碎片以及之前未能射出的弹头）等等，其中最后一项可以通过日常保养和增强安全警惕性来避免，因此定期清理枪管是枪支维护的重点工作之一，也是枪械整体清理时最耗费精力和时间的环节。